# Уэхутла-де-Рейес
Уэхутла-де-Рейес (исп. Huejutla de Reyes) — город и административный центр одноимённого муниципалитета в мексиканском штате Идальго. Численность населения, по данным переписи 2010 года, составила 40 015 человек.